# 根雨站
根雨站（日语：／ Neu eki */?）是位於日本鳥取縣日野郡日野町根雨的西日本旅客鐵道伯備線鐵路車站。是日野町的中心車站，部份特急列車在此停靠。

## 車站構造
側式月台、島式月台的複合型2面3線月台，可供待避、折返的地面車站。木造的站舍位於側式的1號月台側，與島式的2、3號月台以跨線橋聯絡。
直營站（米子站的被管理站），設有綠窗口，但是早上和晚上無人。廁所在閘內、閘外都是男女共用的水洗式廁所。

### 月台配置
| 月台 | 路線   | 方向 | 目的地         | 備註          |
| ---- | ------ | ---- | -------------- | ------------- |
| 1    | 伯備線 | 上行 | 新見、岡山方向 | 一部分3號月台 |
| 2、3 | 伯備線 | 下行 | 米子、松江方向 |               |

## 車站周邊
- 日野町役場
- 根雨郵便局
- 鳥取銀行
- 山陰合同銀行
- 島根銀行
- 鳥取縣立日野高等学校
- 丸合根雨店
- Komeri Hard & Green 日野根雨店
- 國道180號
- 國道181號
- 國道183號

## 歷史
- 1922年：

- 7月30日：伯備北線由江尾站延伸至此，開業，為終點站。
- 11月10日：伯備北線由本站延伸至黑坂站，改為中途站。

- 1928年10月25日：伯備北線被納入為伯備線一部份。
- 1987年4月1日：國鐵分割民營化後，由JR西日本繼承。

## 相鄰車站
※特急「八雲」（只限一部分列車停靠此站）的相鄰停靠站參見列車條目。
西日本旅客鐵道（JR西日本）
 伯備線
黑坂－根雨－武庫

## 外部連結
- JR西日本（根雨站） （页面存档备份，存于）